# Denileukindiftitox
Denileukindiftitox, auch als DAB(389)IL-2 bezeichnet, ist der internationale Freiname für ein in den Vereinigten Staaten zugelassenes Immuntoxin zur Behandlung von Patienten mit therapierefraktären kutanem T-Zell-Lymphom.

## Beschreibung
Denileukindiftitox ist ein rekombinant, das heißt gentechnisch, in Kulturen von Escherichia coli hergestelltes, zytotoxisches chimäres Fusionsprotein. Es besteht aus einer Interleukin-2-Peptid-Sequenz, die mit der des Diphtherietoxins fusioniert wurde. Das Interleukin-2 bindet dabei an den Interleukin-2-Rezeptor, der im Wesentlichen von T-Lymphozyten exprimiert wird – so auch von den malignen T-Lymphozyten. Nach der Bindung an den Rezeptor wird das Immuntoxin von der Zelle per rezeptorvermittelter Endozytose internalisiert. Im Endosom wird das Immuntoxin proteolytisch gespalten und dabei das katalytisch aktive A-Fragment des Toxins freigesetzt. Die enzymatische Domäne des Toxins (das A-Fragment) katalysiert die Modifikation von Diphthamid, einer aus Histidin gebildeten Aminosäure, durch Übertragung eines ADP-Ribose-Restes aus NAD+ unter Abspaltung von Nicotinamid auf das Diphtamid (ADP-Ribosylierung). Der Elongationsfaktor-2 (EF-2), ein Enzym, das die Translation bei der Proteinsynthese katalysiert, enthält Diphthamid. Durch die Modifikation des Diphthamids wird EF-2 in seiner Translationsfähigkeit gehemmt und die Proteinsynthese in der Zelle unterbrochen, was letztlich zum Tod der Zelle führt.
Denileukindiftitox wurde 1999 in den Vereinigten Staaten als erstes Immuntoxin von der FDA zugelassen. In Europa ist es dagegen nicht zugelassen. Verschiedene klinische Studien für andere Indikationen, beispielsweise gegen Mycosis fungoides und malignes Melanom, laufen derzeit.
Denileukindiftitox wird intravenös appliziert. Die Nebenwirkungen sind teilweise erheblich. Übelkeit, Erbrechen, Durchfall, Erschöpfungszustände, Atemschwierigkeiten, Fieber, Husten, Juckreiz und periphere Ödeme werden in über 20 Prozent der Patienten beobachtet. Bei über 10 Prozent ist das Vascular-Leak-Syndrom zu beobachten. Es gibt Hinweise darauf, dass die Gabe von Denileukindiftitox zu einem Verlust der Sehkraft führen kann.
Denileukindiftitox hat die folgende Proteinsequenz (im Einbuchstabencode):
```
  MGADDVVDSSKSFVMENFSSYHGTKPGYVDSIQKGIQKPKSGTQGNYDDDWKGFYSTDNK
  YDAAGYSVDNENPLSGKAGGVVKVTYPGLTKVLALKVDNAETIKKELGLSLTEPLMEQVG
  TEEFIKRFGDGASRVVLSLPFAEGSSSVEYINNWEQAKALSVELEINFETRGKRGQDAMY
  EYMAQACAGNRVRRSVGSSLSCINLDWDVIRDKTKTKIESLKEHGPIKNKMSESPNKTVS
  EEKAKQYLEEFHQTALEHPELSELKTVTGTNPVFAGANYAAWAVNVAQVIDSETADNLEK
  TTAALSILPGIGSVMGIADGAVHHNTEEIVAQSIALSSLMVAQAIPLVGELVDIGFAAYN
  FVESIINLFQVVHNSYNRPAYSPGHKTHAPTSSSTKKTQLQLEHLLLDLQMILNGINNYK
  NPKLTRMLTFKFYMPKKATELKHLQCLEEELKPLEEVLNLAQSKNFHLRPRDLISNINVI
  VLELKGSETTFMCEYADETATIVEFLNRWITFCQSIISTLT

```

## Handelsname
Denileukindiftitox wird in den USA unter dem Markennamen Ontak vertrieben.